# Enten - Eller
Enten - Eller (Ou isso, ou aquilo: um fragmento de vida) é um livro de Søren Kierkegaard, publicado pela primeira vez na Dinamarca em 1843.
No original dinamarquês Enten-Eller, é o primeiro livro no qual o jovem Søren Kierkegaard penetra em um dilema vivenciado por ele próprio, quando em profundo amor por Regina, Søren sente que esse romance está condenado desde seu primeiro instante, por culpas alheias, impostas por seu pai, e pela crença de que toda sua família era amaldiçoada – já que seus irmãos morreram todos à idade próxima de 30 anos – e Søren acreditava que ao formar uma família, sua descendência também seria maldita. Søren abdicou de seu amor por Regine Olsen, a quem devotava um sentimento verdadeiro e único, e por sua vez, viveu uma vida de isolamento e introspecção.
Entregue a essa decisão de não ter o amor de Regina, Søren escreve seu primeiro livro, Enten-eller, significando toda sua dúvida em seguir de volta a sua vida pregressa um tanto mundana ou estar trilhando o caminho do próprio ser em uma busca pela integralidade de sua alma e pensamentos, na qual o mundo seria sua eterna escola em direção ao ser individual. Uma busca que demonstra o seu ser melancólico, em eterno conflito com um mundo de seduções e amores e o outro lado da vida, onde a beleza está em ser inteiro, buscando a Deus e a compreensão do próprio ser em relação à Criação.
O filósofo e escritor dinamarquês retrata pela primeira vez uma característica que permeia a existência humana, afirmando haver três estágios nos quais o ser é inserido de acordo com sua visão e experiências individuais.
- O primeiro estágio, chamado por ele de estético, é caracterizado quando a pessoa sente-se impotente diante suas próprias realizações, acreditando ser incapaz física e espiritualmente de realizar seus desejos e isso leva-a ao desespero e assim ao pecado, pois age de forma pragmática, na qual o prazer momentâneo do belo e do desejo imediatista satisfeito é o que lhe garante a felicidade. É descrito como o paraíso das experiências sensoriais.
- O segundo estágio é o ético, estágio esse sucessor direto do primeiro, o estético, garantindo uma evolução no caminho da condição humana. No estágio ético, Søren afirma ter já o ser abandonado seus prazeres e gostos pessoais por haver encontrado nas leis da moral e da conduta universais um patamar melhor para sua existência. A pessoa que entra no estágio ético, compreende que as leis, ainda que de forma um tanto abstrata em sua concepção, são mecanismos que restringem o comportamento humano e que podem ser um guia na racionalidade. A moral e a ética levam o indivíduo a aceitar uma certa limitação e desse modo o peso da culpa faz-lhe entrever o próprio ser de forma individual, o qual agindo pragmaticamente vem a ferir a outros que de encontro possam ter ideais e conceitos diferentes aos seus. Cada qual possui sua verdade, e a ética nos faz lembrar de pensar e pesar os atos antes de agir, 'inda que não saibamos qual terreno estamos pisando, a ética é universal ao contrário do ser, que é único e individual. Nela cabem todos os preceitos e nesse ponto conhece-se o valor da vida.
- O terceiro estágio, conhecido como religioso, na visão de Søren o mais difícil de ser assimilado. Garantindo que o segundo estágio, o ético, não é definitivo na vida do ser, conquanto essa culpa e esse peso de sempre estar avaliando os próprios atos e pensamentos levam a pessoa a se colocar em uma posição de decisão na qual ou permanece no primeiro estágio, o estético; ou migra para o terceiro, o religioso. O estágio ético é como uma mola propulsora que não permite à pessoa a permanecer apenas naqueles padrões de compreensão. Ela necessita mais. E essa transição para o religioso é difícil e dolorosa, assim muitas das vezes, a pessoa adere ao que lhe parece mais confortável e fácil, retornando ao primeiro estágio, o estético. Porque, para se garantir o alcance definitivo do estágio religioso, a pessoa necessita se comprometer com a própria fé e nunca duvidar ou retornar ao ponto de partida, o primeiro estágio. A crença em um Deus vivo e forte, não somente em uma imagem ou pensamento, mas um Deus supremo e no qual o Amor é representado de forma íntegra, o único caminho, a Verdade suprema. Uma compreensão que muitas vezes fere o próprio ego, mas que ao ser atingida no estágio religioso, serve de guia a uma existência engrandecedora e verdadeira.